# 메타제트
《메타제트》(Metajets)는 대한민국의 선우 엔터테인먼트와 캐나다의 쿠키 자 엔터테인먼트(Cookie Jar Entertainment)가 공동 제작한 애니메이션으로 비행기 경주라는 생소한 내용을 소재로 다루었다.

## 방송 시간
| 채널    | 방송일                            | 방송 시간                           |
| ------- | --------------------------------- | ----------------------------------- |
| KBS 1TV | 2009년 1월 31일 ~ 2009년 4월 18일 | 토요일 아침 8시 ~ 8시 30분          |
| KBS 1TV | 2009년 4월 26일 ~ 2009년 6월 28일 | 일요일 아침 7시 ~ 7시 30분          |
| KBS 1TV | 2009년 7월 4일 ~ 2009년 11월 7일  | 토요일 오후 1시 30분 ~ 2시          |
| KBS 2TV | 2012년 5월 21일 ~ 2012년 8월 6일  | 월요일 ~ 목요일 오후 3시 35분 ~ 4시 |

## 등장 인물
- 강한결 : 김영선
- 트레이 : 정훈석
- 매기 : 배정미
- 잭 : 엄상현
- 스트롱 : 홍진욱
- 레이븐 : 오인성

## 제작진
- 제작 : 강한영, 마이클 허쉬
- 기획 : 신동인, 강문주, 토퍼 테일러
- 프로듀서 : 이순주, 이한규
- 감독 : 김용호, 폴 헌트

### 제작팀 · 마케팅
- 제작팀장 : 한갑희
- 제작과장 : 황정현
- 제작진행 : 이준선
- 코디네이터 : 신은경, 조규덕
- 시스템 : 박종명
- 마케팅 : 이성중, 손영택, 이정

### 프리 프로덕션
- 원안 : 피터 렌코브
- 시나리오 : 켄 쿠퍼터스
- 콘티 : 고성운
- 아트 디렉터 : 이동욱
- 캐릭터 디자인 : 이대우, 지명길
- 메카닉 디자인 : 성동호
- 배경 디자인 : 한용희, 오응환, 박윤경, 김은경
- 배경 키 : 강희경, 함정석
- 소품 디자인 : 곽승미
- 색채 설정 : 나미애

### 메인 프로덕션
2차원 애니메이션
- 작화 연출 : 목학수
- 조연출 : 김경호
- 레이아웃 : 이재정
- 원화 작감 : 강윤희
- 원화 : 목학수, 신태용, 최문석
- 동화 작감 : 천경숙
- 동화 : 조신자, 이승희, 전정순, 김은희, 하희정, 황지연, 김성순, 안영미
- 파이널 체크 : 김동관
- 색지정 : 이영심
- 채색팀장 : 양선아
- 채색 : 한진영, 허미애, 이미선, 홍영선, 유주현
- 스캔 : 윤신혜
- 배경팀장 : 강승찬
- 배경 : 윤상근, 김도경, 이영배, 조윤경, 김지영, 강성희

### 3차원 CGI
- 3D 감독 : 이석범
- 특수효과 : 방정훈, 임재완
- 모델링 : 방정훈, 박지훈, 김영만, 이필영
- 맵핑 · 라이팅 : 임재완, 김석기
- 애니메이션 : 임재완, 방정훈, 김현근, 조성규, 이용경, 임선영, 성지원, 임종민, 엄종혁, 이정섭, 정병권

### 디지털 촬영 · 편집
- 촬영 감독 : 김문기, 권오준
- 촬영 · 합성 · 특수효과 : 박현흠, 박장호, 정복현, 이은실, 김광민, 강희진, 오창민, 이상규, 최경수, 이명연, 현지훈, 고영윤, 이광희, 최일
- 편집 : 서재우

### 포스트 프로덕션
- 대본 : 장혜린
- 녹음 · 믹싱 : 지지사운드, 김희집, 서원영, 최현주
- 녹음 진행 : 장은주

### 주제가 · 음악
- 음악 감독 : 이상호
- 작사 : 김효연
- 작곡 · 편곡 : 애니믹스, 이상호, 서승현, 홍지연, 김효연
- 오프닝 : 김경호 - Fly Away
- 엔딩 : 김효연 - 자유를 찾아서
- 녹음 : 리드사운드

### 종합 편집
- 타이틀 애니메이션 : KBS아트비전, 임창욱, 주성혜, 김종우
- 종합 편집 감독 : 김영호
- 컴퓨터 그래픽 : 신정원
- 제작 투자 : 주식회사 선우 엔터테인먼트, 쿠키 자 엔터테인먼트, 스톤브릿지 캐피털

## 방송 회차

### 2009년
| 회차 | 방송일    | 주제                     | 원제                        |
| ---- | --------- | ------------------------ | --------------------------- |
| 1화  | 1월 31일  | 신인 레이서 선발 대회    | The New Recruit             |
| 2화  | 2월 7일   | ARC 시즌 개막            | Opening Day                 |
| 3화  | 2월 14일  | 파리 종단 레이스         | City of Flight              |
| 4화  | 2월 21일  | 폭풍 속의 질주           | Lightning in a Battle       |
| 5화  | 2월 28일  | 사이보그 조종사          | Cyberella Man               |
| 6화  | 3월 7일   | 하늘의 해적들            | Pirates of Sky              |
| 7화  | 3월 14일  | 출전 정지 명령           | Grounded!                   |
| 8화  | 3월 21일  | 델리티보 섬의 죄수들     | Escape from the Outback     |
| 9화  | 3월 28일  | 두 얼굴의 레이저         | Razor's Edge                |
| 10화 | 4월 4일   | 심연(深淵)에 감춰진 비밀 | Deep Secret                 |
| 11화 | 4월 11일  | 프린세스 경호작전        | Guard Duty                  |
| 12화 | 4월 18일  | 나노봇의 습격            | The Perfect Swarm           |
| 13화 | 4월 26일  | 설원에서의 휴가          | The Brave and the Cold      |
| 14화 | 5월 3일   | 킬라우에아 화산 레이스   | Boiling Point               |
| 15화 | 5월 10일  | 윈드밀 사수작전          | Homecoming                  |
| 16화 | 5월 17일  | 패밀리 비즈니스          | One of the Family           |
| 17화 | 5월 24일  | 하늘도시 최후의 날       | High Impact                 |
| 18화 | 5월 31일  | 스카이라이더스           | Sky-Riders                  |
| 19화 | 6월 7일   | 블랙클라우드 잠입작전    | Self Destruct - Part 1      |
| 20화 | 6월 14일  | 자폭 카운트다운          | Self Destruct - Part 2      |
| 21화 | 6월 21일  | 닥터 노바의 비밀의 섬    | The Island of Dr. Nova      |
| 22화 | 6월 28일  | 냉동인간의 부활          | Under the Ice               |
| 23화 | 7월 4일   | 런던 대공습              | Attack of the Drones        |
| 24화 | 7월 11일  | 전설의 고대병기          | The Pyramid Scheme          |
| 25화 | 7월 18일  | 대륙 횡단 특급 열차      | End of the Line             |
| 26화 | 7월 25일  | 공중 요새 호크 아이      | The Fortress                |
| 27화 | 8월 1일   | 인공지능의 역습          | Night of the Living Carrier |
| 28화 | 8월 8일   | 시공간 텔레포트          | Vanishing Point             |
| 29화 | 8월 15일  | 오빠는 나의 영웅         | My Hero                     |
| 30화 | 8월 22일  | 로봇잠수함 SSBN-1        | Sub-Mission                 |
| 31화 | 8월 29일  | 나노봇 마스터            | Eye of the Swarm            |
| 32화 | 9월 5일   | 달콤한 나의 도둑         | Gone In 0.06 Seconds        |
| 33화 | 9월 12일  | 스턴트 헉스              | The Stunt-Hawks             |
| 34화 | 9월 19일  | 유령부대                 | The Phantom Fleet           |
| 35화 | 9월 26일  | 카를로 몬타나 경호작전   | Moving Target               |
| 36화 | 10월 10일 | 남극폭풍 블리자드        | Antarctic Invasion          |
| 37화 | 10월 17일 | 파이드파이퍼 침투작전    | Lady in Red                 |
| 38화 | 10월 24일 | 포트리스 원 구출 작전    | Sky Hard                    |
| 39화 | 10월 31일 | 작전 중지 명령           | End Game - Part One         |
| 40화 | 11월 7일  | 결전의 날                | End Game - Part Two         |

## 줄거리
가족 농장에서 곡예비행을 하는 강한결은 어린 시절 헤어진 아버지에 대한 기억이 전혀 없다. 아버지가 남겨준 것이라고는 작은 프로펠러 비행기 뿐이어서 한결은 그것으로 가족을 부양한다. 9살이 되었을 때 그는 농약 살포 비행기를 몰기 시작했는데, 그에게 있어 그것은 일이 아니라 자신만의 즐거움이었다. 은행에서 가족 농장을 강제로 폐쇄시키려 하자 한결은 돈을 마련하기 위해 곡예비행 경기에 나서기 시작했다. 

캡틴 스트롱은 한결의 재능을 한눈에 알아보고 그를 ARC와 메타제트 팀에 합류시킨다. 지기 싫어하는 천진난만한 소년 한결은 레이스를 돌아다니면서 처음으로 세계를 보게 된다. 아버지 없이 자란 한결은 매우 독립적이고 명령을 받는 것에 익숙하지 못하지만, 자신이 하는 일에서는 발군의 능력을 발휘한다. 가장 뛰어난 레이서가 될 가능성을 가진 타고난 비행사임은 분명하지만 어린 한결은 자신의 능력을 증명해 보여야 한다는 숙제를 안고 있다.

한편, ARC 초기에 레이븐 장군은 서킷의 가장 재능 있고 개성 넘치는 파일럿 중 한 명이었다. ARC 첫 시즌의 막판에 레이븐 장군과 캡틴 스트롱은 세계 최고의 비행사를 가리는 마지막 시합에서 치열하게 경쟁했지만 레이븐 장군은 충돌사고로 시력을 잃게 된다. ARC가 세계적인 인기를 끌게 되자 자신의 사고에 대해 캡틴 스트롱을 용서하지 못한 그는 복수를 계획했다. 그의 목표는 ARC를 해체하는 것만이 아니라, 하늘을 지배하는 것이었다. 사악한 흉계를 꾸미는 레이븐 장군에 대항하여 우리의 영웅 메타제트 대원들은 블랙 클라우드가 하늘을 장악하지 못하게 하는데 전력을 다 할 것이다.

## 특이 사항
이 작품은 HD급 고화질 방식(16대 9 화면비)으로 제작되었지만, 대한민국에서는 3화 방송분까지 4대 3 화면비로 방영하였다.